# Die Wiese – Ein Paradies nebenan
Die Wiese – Ein Paradies nebenan ist ein deutscher Dokumentarfilm von Jan Haft aus dem Jahr 2019. Er zeigt die Vielfalt der Tierwelt artenreicher Wiesen sowie die Bedrohung dieses Lebensraums in Deutschland.

## Handlung
Die Dokumentation stellt die bunte, blühende Sommerwiese und seine vielfältigen Bewohner vor. Vögel, Heuschrecken, Zikaden und zahlreiche andere Tiere leben in diesem Naturparadies, das von Jan Haft mit großem technischen Aufwand in Szene gesetzt wird. Die Hauptdarsteller des Films sind zwei junge Reh-Zwillinge in ihrem Lebensraum zwischen Waldrand und Wiese.
Neben der Vielfalt von Flora und Fauna heimischer Naturwiesen zeigt der Film deren Verödung durch Überdüngung und zu früher Mahd und auch, weshalb der Verlust solcher Biotope aus Wildkräutern, Blumen und Gräsern eine der Hauptursachen für das Verschwinden kleiner und großer Wildtiere ist.

## Produktion
Die Produktion des Films dauerte drei Jahre und erforderte 300 Drehtage und 1.000 Stunden im Tarnversteck an etwa 30 Drehorten. Große Teile des Films wurden auf dem Gut Klepelshagen der Deutschen Wildtier Stiftung gedreht. Diese hatte den Film in Auftrag gegeben und finanziell gefördert, „um Aufmerksamkeit für diesen so wichtigen Lebensraum zu schaffen, der leider immer seltener wird“.
Für die Musik arbeitete Jan Haft mit dem Minimal-Techno-DJ Dominik Eulberg zusammen.

## Rezeption
Die Publikumspremiere fand vor 3500 Zuschauern in der Kieler Sparkassen-Arena statt. 2019 lief der Film in rund 800 Kinos in Deutschland, Österreich und der Schweiz und erreichte über 70.000 Zuschauer. Er war mehrere Wochen in den Top 10 der Arthouse Charts und bundesweit Teil des Angebots der Schulkinowochen. Im Oktober 2019 ist der Film auf DVD/Blu-Ray erschienen. Die Erstausstrahlung auf Arte fand am 20. August 2020 statt. „Die Wiese“ wurde im September 2020 mit dem Horst-Stern-Preis als „bester Naturfilm“ des Umwelt- und Naturfilmfestivals Ökofilmtour ausgezeichnet.

## Kritiken
- „Manche Filme kommen gerade zur richtigen Zeit ins Kino. ‘Die Wiese – Ein Paradies nebenan’ ist so ein Film.“ (Udo A. Zimmermann, epd-film)[10]
- „Jan Haft zeigt in spektakulären Zeitrafferaufnahmen die Artenvielfalt einer blühenden Sommerwiese – und wie sehr der Lebensraum von moderner Landwirtschaft bedroht ist.“ (TV Spielfilm/TV Today)[11]

## Sonstiges
Im Zusammenhang mit der Produktion des Films hat Jan Haft das Buch Die Wiese: Lockruf in eine geheimnisvolle Welt veröffentlicht, welches 2019 Platz 18 der Spiegel-Bestsellerliste erreichte.